# 加藤光将
加藤 光将（かとう　みつまさ、1983年8月22日 -）は愛知県出身の日本の柔道家。100kg超級の選手。身長は180cm。体重155kg。組み手は右組み。得意技は払腰。

## 経歴
柔道は5歳の時に津島柔道会で始めた。暁中学から大成高校に進むと、3年の時にはインターハイと全日本ジュニアの100kg超級でそれぞれ3位となった。2002年に筑波大学へ進学すると、1年の時には体重別団体で3位になった。2年の時には体重別団体で優勝した。4年の時には優勝大会で3位だった。2006年には愛知県警の所属となった。2008年には全国警察柔道選手権大会の無差別で優勝すると、講道館杯でも決勝で了徳寺学園職員の佐藤武尊を破って優勝を飾った。さらには青島国際の100kg超級で優勝して国際大会初優勝を果たした。無差別にも出場するがこちらは2位にとどまった。2009年の全国警察柔道選手権大会では2位、講道館杯では3位だった。2013年には全国警察柔道選手権大会で2位となった。

## 主な戦績
- 2001年 -　インターハイ　3位
- 2001年 -　全日本ジュニア　3位
- 2002年　- 体重別団体　3位
- 2003年　- 体重別団体　優勝
- 2005年 -　優勝大会　3位
- 2007年 -　全国警察柔道選手権大会　3位
- 2007年　- 講道館杯　3位
- 2008年 -　全国警察柔道選手権大会　優勝
- 2008年　- 講道館杯　優勝
- 2008年　- 青島国際　100kg超級　優勝　無差別　2位
- 2009年 -　全国警察柔道選手権大会　2位
- 2009年　- 講道館杯　3位
- 2010年 -　全国警察柔道選手権大会　3位
- 2013年 -　全国警察柔道選手権大会　2位

(出典、JudoInside.com)